# آستین را عجیب و غریب نگه دارید

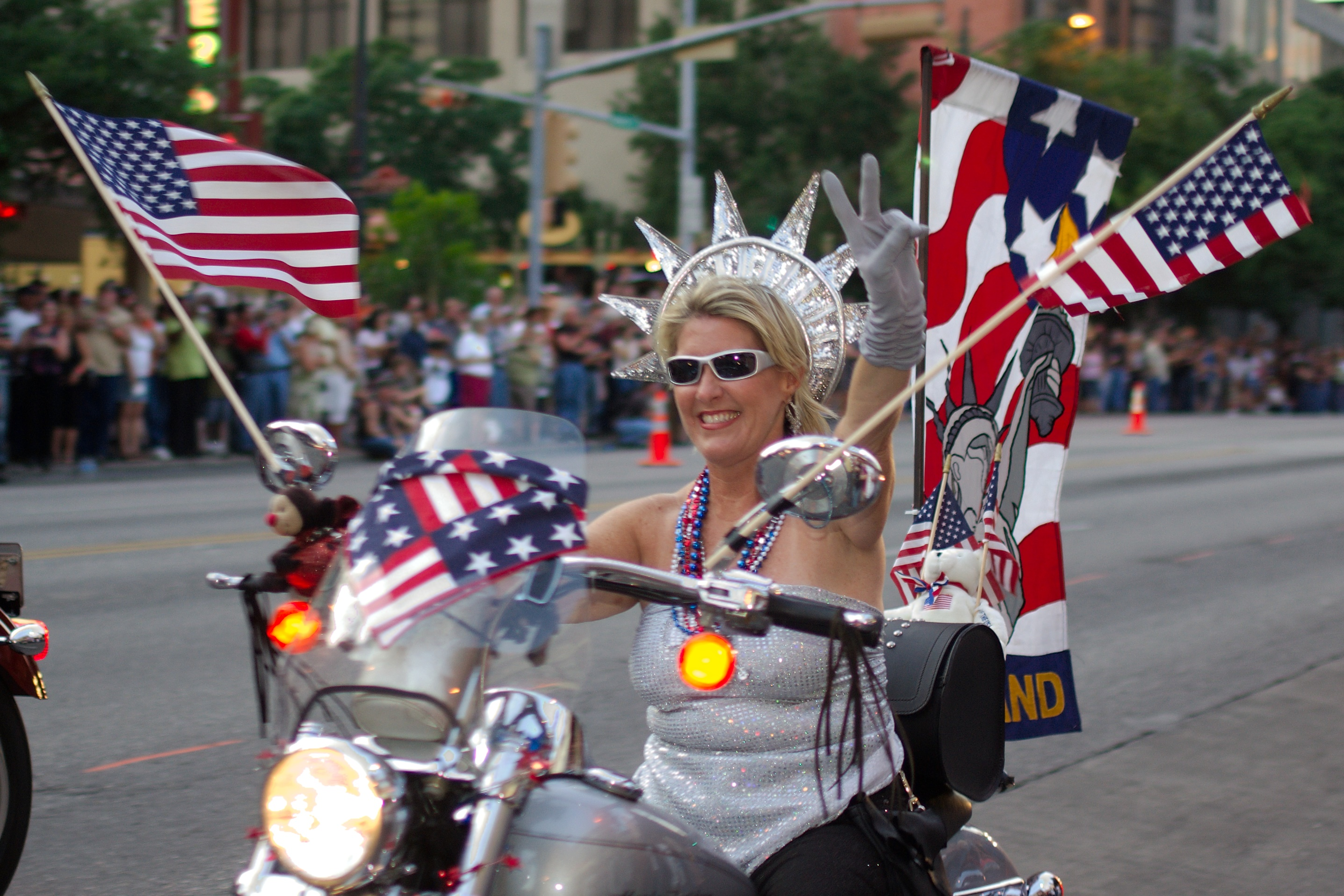
جشن و رژهٔ موتورسواری سالیانهٔ جمهوری تگزاس در آستین

آستین را عجیب و غریب نگه دارید (به انگلیسی: Keep Austin Weird) یک شعار در مورد شهر آستین در تگزاس است.
این شعار نخست در حمایت از صنایع و تاجرین خصوصی و کوچک آستین ایجاد شد. اما امروزه حالتی کلی‌تر به خود گرفته و چهره‌ای فرهنگی-سیاسی در بر می‌گیرد. آستین شهری لیبرال از نظر سیاسی، و پیشرو در هنر و فرهنگ در ایالت محافظه‌کار تگزاس محسوب میگردد، و لذا از نظر برخی، این شعار در حال حاضر بر این جنبه از هویت شهر آستین اشاره می‌کند.
این شعار را میتوان بر پشت بسیاری از اتومبیل‌های شهر دید.